# Misión de Observación de las Naciones Unidas en Georgia

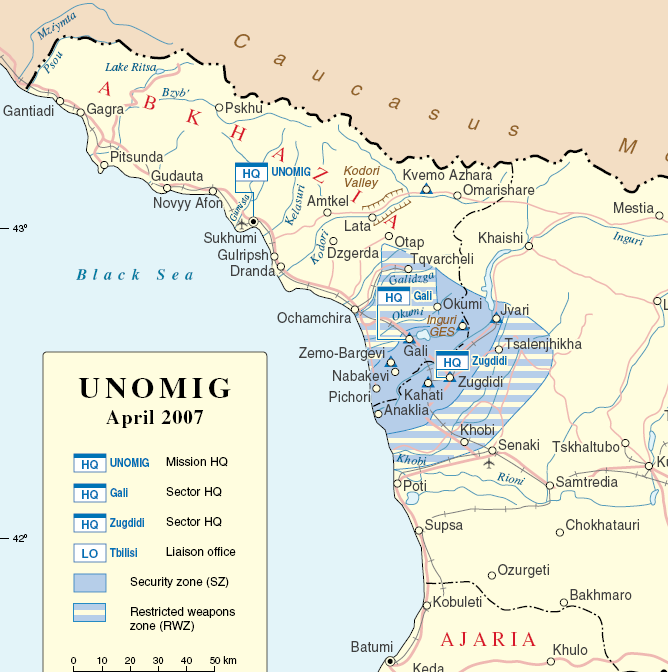
Mapa mostrando la zona de seguridad.

La Misión de Observación de las Naciones Unidas en Georgia o UNOMIG fue establecida por el Consejo de Seguridad de Naciones Unidas en agosto de 1993 para la verificación del cumplimiento con el acuerdo de cese el fuego de 27 de julio de 1993 entre Georgia y las fuerzas de Abjasia, con especial atención a la situación de la ciudad de Sujumi, Georgia. También para investigar los informes de violación del cese el fuego, intentando resolver tales incidentes entre las partes involucradas, e informar al Secretario General de las Naciones Unidas de la implementación de este mandato. 88 consejeros militaros fueron autorizados a desplegarse en la región.

## Renovación del mandato
La misión original del mandato fue invalidada después de que nuevamente se inició la lucha en la zona en septiembre de 1993.
Al UNOMIG se le dio subsecuentemente un mandato interino por parte del Consejo de Seguridad en noviembre de 1993 para mantener el contacto entre las partes involucradas y vigilar e informar de la situación. El objetivo era trabajar para obtener un entendimiento político.

## Firma del Acuerdo de Alto el Fuego en Moscú
En mayo de 1994, ambas partes firmaron el "Acuerdo de Alto el Fuego y Separación de Fuerzas". En julio de 1994 del Consejo de Seguridad autorizó el incremento de observadores (a un total de 136) y extendió la misión.
La nueva misión era considerablemente más amplia que la original. Retuvo las responsabilidades originales de la UNOMIG de verificar la implementación del cese el fuego. Sin embargo, la UNOMIG fue responsable de la observación de la operación de la nueva fuerza de paz que había sido desplegada por la Comunidad de Estados Independientes. También tenía que verificar, por medio de la observación y patrulleo, que las tropas de cada lado no permanecían dentro o reentraban a la zona de seguridad, y que el equipo militar pesado no permanecía o era reintroducido.
La UNOMIG tenía que supervisar la retirada de las tropas georgianas del Valle Kodori y su salida del territorio abjasio. Sus patrullas reemplazaron a las georgianas en el valle. Eran responsables de la investigación, a petición de cualquiera de las partes, de la fuerza de paz o por propia iniciativa, las violaciones del acuerdo de cese el fuego, y para intentar resolver las disputas resultantes. Finalmente, tenían que trabajar para lograr las condiciones seguras para un ordenado retorno de las personas refugiadas y desplazadas.

## Refugiados y Derechos Humanos
El 10 de diciembre de 1996, la oficina de protección de los derechos humanos en Abjasia se estableció en Tiflis, Georgia, de acuerdo con la resolución del Consejo de Seguridad 1077 de 22 de octubre. Se unifica el equipo con el de la Oficina del Alto Comisionado para los Derechos Humanos (OHCHR) y la Organización para la Seguridad y Cooperación en Europa (OSCE). Esta oficina formó parte de la UNOMIG e informó a la Oficina del Alto Comisionado de las Naciones Unidas para los Derechos Humanos, pro medio del Jefe de la Misión del UNOMIG. A pesar de mantener la oficina política en Tiflis, el cuartel general militar estaba en Sujumi, Abjasia.

## Derribo de helicóptero de la UNOMIG
El 8 de octubre de 2001 un helicóptero de la UNOMIG fue derribado en abjasia Los autores nunca fueron encontrados, a pesar de las repetidas peticiones del Consejo de Seguridad de Naciones Unidas. En 2002, la UNOMIG se opuso vigorosamente al restablecimiento del servicio ferroviario entre Sujumi, Abjasia, y la ciudad rusa de Sochi.

## Aumento de personal y prórroga de mandato
El Consejo de Seguridad aprobó otra resolución el 30 de julio de 2003, por recomendación del Secretario General Kofi Annan, autorizando a un grupo de policía civil de 20 policías fuese agregado a la UNOMIG, con el objetivo de aumentar su capacidad para desempeñar el mandato y ayuda en el retorno de refugiados y personas desplazadas internamente.
El 30 de enero de 2004, nuevamente a petición del secretario general Annan, el Consejo de Seguridad aprobó la resolución 1524, que ampliaba el mandato de la UNOMIG hasta el 31 de julio de 2004.
La UNOMIG siguió ocupándose de la seguridad, asistencia al retorno de desplazados y la reparación de la infraestructura clave, como caminos y puentes. Para enero de 2003, había 21 proyectos avanzados o a mitad de su realización, y otros 10 en espera de fondos de los donantes. Seguían presionando continuamente para una solución política al conflicto, a pesar de las protestas del Secretario General Annan por el bajo nivel de progresos. A finales de 2003, la UNOMIG se preocupó por el incremento de secuestros, asesinados y robos, particularmente en el Distrito de Gori. También expresaron su preocupación por la potencial inestabilidad sobre el décimo aniversario de la finalización de la guerra.

## Fuerza de la misión
El jefe de la misión militar de observación desde el 2007 era el Mayor General Niaz Muhammad Khan Khattak de Pakistán. La fuerza de la UNOMIG a 1 de octubre de 207 era de 133 observadores militares y 19 policías.